# Підкріплення (фільм)
«Підкріплення» (англ. «The Enforcer») — американський бойовик 1976 року, режисера Джеймса Фарго, з Клінтом Іствудом у головній ролі. Третій фільм із серії про поліцейського «Брудного Гаррі».

## Сюжет
У Сан-Франциско лютує банда терористів, на рахунку яких чимало зухвалих нальотів і звірячих вбивств. Екстремісти знахабніли настільки, що збираються диктувати місту свою волю. Поліція перебуває в розгубленості. «Брудний Гаррі», з'ясувавши куди веде слід, вирішує відвідати бойовиків в їх власному лігві.

## У ролях
| Актор             | Роль                       |
| ----------------- | -------------------------- |
| Клінт Іствуд      | інспектор Гаррі Каллаган   |
| Тайн Дейлі        | інспектор Кейт Мур         |
| Гаррі Гуардіно    | лейтенант Ел Бреслер       |
| Бредфорд Діллман  | капітан Маккей             |
| Джон Мітчум       | інспектор Френк Діджорджио |
| ДеВерен Букуолтер | Боббі Максвелл             |
| Джон Кроуфорд     | мер                        |
| Саманта Доан      | Ванда                      |
| Роберт Ф. Хой     | Бучинські                  |
| Жослін Джонс      | Мікі                       |
| М. Г. Келлі       | Отець Джон                 |
| Нік Пеллегріно    | Мартін                     |
| Альберт Попвелл   | «Великий» Ед Мустафа       |
| Руді Рамос        | Мендез                     |
| Білл Екрідж       | Енді                       |

## Знімальна група
- Режисер — Джеймс Фарго
- Продюсер — Роберт Дейлі
- Сценарист — Гаррі Джуліан Фінк, Ріта М. Фінк, Гейл Морган Хікман, С. В. Шурр, Стірлінг Сілліфант, Дін Райснер
- Композитор — Джеррі Філдінг
- Оператор — Чарльз В. Шорт
- Художник — Аллен Е. Сміт, Гленн Райт, Іра Бейтс
- Монтаж — Джоел Кокс, Ферріс Вебстер